# Хорхе Луис Борхес
Хорхе Франсиско Исидоро Луис Борхес Асеведо (шп. Jorge Francisco Isidoro Luis Borges Acevedo, познат као Хорхе Луис Борхес; Буенос Ајрес, 24. август 1899 — Женева, 14. јун 1986) био је аргентински писац, есејиста, приповедач, један од најутицајнијих књижевника XX века. Пресудно је обележио хиспаноамеричку књижевност и значајно утицао на светске књижевне токове. Иако најпознатији по својим приповеткама, Борхес је такође био и песник и књижевни критичар. Био је саоснивач тзв. „латиноамеричке фантастике“ и један од водећих аутора часописа Sur („Југ“). Чланови његове породице су шпанског, енглеског и португалског порекла, и имали су значајну улогу у историји Аргентине. Основно образовање је највећим делом стекао од родитеља. За време Првог светског рата са породицом се преселио у Швајцарску. У овој земљи боравио је све до 1921. године, када се вратио у Аргентину. Каријеру писца је започео 1923. године. Његових неколико првих књига нису откриле будућег песника. До тема које су му заиста „лежале“ дошао је кроз неколико књига есеја и прича, као што су „Свеопшта историја бешчашћа“, „Историја вечности“, „Маштарије“ и „Алеф“.
Прва Борхесова књига се код нас појавила 1963. године. То је била књига „Маштарије“. У нашим крајевима су људи тек седамдесетих година почели више да обраћају пажњу на Борхесова дела. У том периоду су се појавили први борхесовци, а истовремено су постали популарни латиноамерички писци као што су Маркес, Кортасар, Љоса, Фуентес и други.
Остао је запамћен по својим кратким причама које имају метафизичке и фантастичне особине. Поред тога се бавио и књижевном критиком. Добитник је награде „Сервантес“ за књижевност 1978. године.

## Детињство, младост и образовање
Хорхе Луис Борхес рођен је 24. августа 1899. године у Буенос Ајресу, у Аргентини. Чланови његове породице су различитог порекла, и имали су значајну улогу у историји Аргентине. Основно образовање је највећим делом стекао управо од родитеља. Његово формирање као интелектуалца и уметника почиње већ у детињству у великој породичној библиотеци састављеној од дела на енглеском, који је знао захваљујући баки Енглескињи. Већ са девет година Борхес је започео свој списатељски рад преводећи „Срећног принца“ Оскара Вајлда. Године 1914. се његова породица сели у Париз. Борхес у Француској учи језик и припрема матуру, са посебним интересовањем за филозофију и велике писце 19. века. За време Првог светског рата са породицом се преселио у Швајцарску, а 1919. године одлазе у Шпанију и ту Хорхе почиње свој активнији списатељски рад.
Каријеру писца је започео 1923. године писањем поезије, а прве стихове „Црвени ритмови”, посвећене Октобарској револуцији које никада није објавио, написао је 1919. године током свог боравка на Мајорки. Када се вратио у Аргентину, са неколико младих писаца који су се окупљали око М. Фернандеза, покренуо је часописе „Призма” и „Проа”, а већ 1923. године поново одлази у Европу. Године 1927. му је ослабио вид, да би потпуно ослепео крајем педесетих година.

## Радови
Борхес је најпознатији по својим кратким причама, али је такође писао и поезију, есеје, сценарије, књижевне критике и објавио многе антологије. Борхес је писао поезију целог свог живота. На Борхеса доста утиче модернистички стил писања, а посебно симболизам. А у његовим каснијим делима може се видети утицај натурализма. На његова каснија дела велики утицај је имала и чињеница да је био слеп. Борхес се доста интересовао за митологију, математику и теологију и ове науке су често биле присутне у његовим делима.
Његово прво објављено дело је био превод дела „Срећни принц“ Оскара Вајлда на шпански када је имао само девет година. Његова прва колекција песама „Врућина Буенос Ајреса“ (шп. Fervor de Buenos Aires) објављена је 1923. године. Исте године Борхес постаје уредник литералног додатка новинама „Критика“ где се појављују његови делови прича касније објављени у „Општој историји гадости“ (шп. Historia universal de la infamia).
Борхесова најбоља дела су са почетка његове каријере, када је углавном радио као преводилац и књижевни критичар за аргентински магазин „Ел Хогар“ који се издавао од 1936. до 1939. године.
После тешке несреће коју је доживео 1939. године појављује се његова прва колекција кратких прича „Врт разгранатих стаза“ ( шп. El jardín de senderos que se bifurcan). Ова колекција је изашла из штампе 1941. године.
Његово најпознатије дело је кратка прича „Чекање“ (шп. La espera) објављена 1950. године.
Изражавао је велико интересовање и за идеализам што се може видети у есеју „Ново побијање времена“ (шп. Nueva refutación del tiempo), краткој причи „Прецизност науке“ (шп. Del rigor en la ciencia), песмама „Ствари“ (шп. Cosas) и „Голем“ (шп. El Golem), као и у причи „Кружне рушевине“ (шп. Las Ruinas Circulares). Борхес 1967. године започиње петогодишњу сарадњу са америчким преводиоцем Норманом Томасом ди Ђованијем. Такође наставља да издаје књиге као што су „Књига измишљених створења“ (шп. El libro de los seres imaginarios) 1967. године, затим „Бродијев извештај“ (шп. El informe de Brodie) 1970. године, као и „Пешчана књига“ (шп. El libro de arena) 1975. године.
Његово најдуже књижевно прозно дело је прича „Конгрес“ (шп. El Congreso) објављена 1971. године.
Борхес је био значајан и као преводилац. Преводио је литературу са енглеског, француског и немачког језика на шпански језик. Такође је превео дела Вилијама Фокнера, Хермана Хесеа , Франца Кафке, Волта Витмана, Вирџиније Вулф и других.
Борхес није добио Нобелову награду за књижевност и то је доживео као лични пораз. Касније се говорило да му је ова награда ускраћена због конзервативног погледа на политику.

## Приватни живот
С обзиром да је Борхес био слеп његова мајка старала се о њему, била је његов лични секретар, одговарала је на писма, пратила га је на путовањима. Неочекивано, 1967. године, Борхес се оженио својом старом пријатељицом из младости, Елсом Миљан. Његови пријатељи су сматрали да је управо његова мајка инсистирала на томе како би имао ко да се брине о њеном слепом сину када она умре. Међутим, брак је трајао свега три године. Након развода, Борхес се вратио мајци, са којом је живео у малом стану, све до њене смрти
Наредних година, путовао је широм света. Након мајчине смрти улогу асистенткиње преузима Марија Кодама, Аргентинка немачког и јапанског порекла. У априлу 1986. године оженио се њоме преко парагвајског адвоката, што је тада била уобичајена појава за Аргентинце који су желели да избегну оштре законе у вези са разводом.
Уз неколико изузетака, жене су скоро потпуно одсутне из већине Борхесових дела. Међутим, постоје нека дела као што је прича „Улрике“ из Књиге о песку, у којој је писао о романтичној љубави. Такође и у својим кратким причама „Захир“ и „Алеф “, Борхес пише о неузвраћеним љубавима.
Хорхе Борхес умро је од рака јетре 1986. године у Женеви. Марија Кодама, његова удовица и наследница, стекла је потпуну контролу над његовим делима.

## Политичка уверења
Хорхе Луис Борхес се одувек занимао за политику, што је наследио од својих предака, као и страст за књижевност. Двадесете године XX века су за њега биле веома важне у политичком смислу. У почетку је био присталица бившег аргентинског председника који се звао Иполито Иригојен (шп. Hipólito Yrigoyen). Године 1928. Борхес је, подржавајући Иполита, био члан Комитета младих интелектуалаца када су се одржавали поновни избори за председника у Аргентини. Иполито је победио на изборима, али касније је уследило Борхесово запрепашћење када је војна хунта збацила Иполита са власти, након чега Борхес бива згрожен политиком. Након тога, неко време се није занимао за политику, али касније је опет почео да пише чланке у аргентинском магазину „Ел Огар“ у коме не подржава ниједан политички режим, већ их критикује, а нарочито нацизам, антисемитизам и све већи пад у фашизам. Овим чланцима Борхес добија већа признања него за своје фикције које су готово прошле неопажено. Међутим, ово ће му проузроковати проблеме када фашисти буду дошли на власт почетком четрдесетих година.
Године 1946. Хуан Доминго Перон долази на власт у Аргентини, а Борхес је, због својих добро познатих политичких уверења, добио нову позицију санитарног инспектора за контролу живинског меса у Буенос Ајресу. Одмах је одлучио да поднесе оставку, при чему исказује још већу одвратност према тоталитарним режимима истичући да је једна од најважнијих дужности писаца да се боре против ауторитарности и свега што она доноси.
Перонов режим је отежавао живот Борхесовој породици и његовим пријатељима. Године 1948. његова мајка и сестра Нора су ухапшене пошто су учествовале у једном протесту. Његова мајка је од тада била у кућном притвору, док је сестра била у затвору који је првобитно био намењен проституткама. Нори су дали могућство да је ослободе уколико напише писмо извињења Еви Перон, што је она одбила и тако остала у затвору. Сматра се да од тада Борхес није могао да држи ниједно предавање без полицијског надзора.
Године 1950. Борхес је изабран за председника Друштва аргентинских писаца (шп. Sociedad Argentina de Escritores), и тако предводи интелектуалце у борби против перонистичког режима. На типичном састанку Друштва се у почетку расправљало о књижевним и филозофским уверењима. Након дужег времена, полицијским доушницима, који су надгледали ове састанке, би постало досадно да би на крају отишли. Тек тада би почињале праве политичке дискусије. Такође је учествовао у књижевном покрету званом ултраизам (шп. Ultraísmo).
Педесетих година, након смрти Еве Перон, два полицајца су затражила од Борхеса да у просторијама Друштва аргентинских писаца окачи портрет Еве и Хуана Перона, што је он одбио. Касније, упркос свој предострожности, Друштво је укинуто. Борхес постаје директор Националне библиотеке (1955) када је Друштво поново почело са радом. Међутим, Хуан Перон је 1973. поново изабран за председника, а Борхес исте године подноси оставку на позицију директора Националне библиотеке.
Када је Исабел Перон смењена са власти још једним државним ударом, Борхес опет почиње да се занима за политику. Прихватио је нову владу што је изазвало разочарање аргентинске левице. Међутим, када је доказано да је нова влада злоупотребљавала своју моћ, као и војна хунта, Брохес почиње да критикује њену политику све док није дошло до рата на Фолкландским острвима што је код њега изазвало поновно запрепашћење после чега се повлачи из света политике.
Борхес се током свог живота отворено супротстављао перонизму, марксизму и комунизму. У једном интервјуу је чак за себе рекао да је анархиста, иако га је већина људи сматрала либералом. Одувек је сматрао да је највећи проблем тада био то што је држава имала огроман утицај у деловању појединца што су највише проузроковали комунизам и нацизам. Тоталитарни режими су по његовом мишљењу били једна врста тираније која уз велику моћ има и могућност да одлучује о свему и свакоме. Веровао је у етичку хуманост и интелектуалност индивидуе, док је за политичаре сматрао да је њихов суштински посао да лажу. Своја уверења о политици је говорио у више наврата, при чему је за политичаре рекао да су то неетички људи који су временом стекли навику и да подмићују. Међутим, своја опажања о политици је изражавао у есејима. Написао их је много, а најпознатији је „Ја, Јеврејин“ (шп. Yo, Judío), који се односио на његов претходни чланак „Ја, Аргентинац“ (шп. Yo, Argentino) и кога је написао као одговор на оптужбу од стране симпатизера Хитлера и нацистичке партије да је Јеврејин и да није прави Аргентинац. У својој књизи „Пешчана књига“ (шп. „El Libro de Arena“) Борхес каже да не треба да се вреднују политички системи већ људи као индивидуе и њихове особине.

## Смрт
Хорхе Луис Борхес умро је 14. јуна 1986. у 86. години живота од рака јетре. По верским схватањима, Борхес се декларисао као агностик. Једна од његових последњих жеља била је да буде сахрањен на гробљу у Женеви. Његов надгробни споменик је дело аргентинског вајара Едуарда Лонгата. У фебруару 2009. године представљен је пројекат премештања Борхесових посмртних остатака на гробље у Буенос Ајресу. Борхесова удовица Марија Кодама жустро се успротивила па је пројекат пропао.

## Дела

### Приче
- Historia universal de la infamia (1935)- Универзална историја бешчашћа
- Ficciones (1944) - Маштарије
- El Aleph (1949)- Алеф
- El informe de Brodie (1970)
- El libro de arena (1975) - Пешчана књига
- La memoria de Shakespeare (1983)

### Поезија
- Los ritmos rojos (1918)
- Fervor de Buenos Aires (1923)
- Luna de enfrente (1925)
- Cuaderno San Martín (1929)
- El otro, el mismo (1964)
- Para las seis cuerdas (1965)
- Elogio de la sombra (1969)
- El oro de los tigres (1972)
- La rosa profunda (1975)
- La moneda de hierro (1976)
- Historia de la noche (1977)
- Adrogué, con ilustraciones de Norah Borges (1977)
- La cifra (1981) - Шифра
- Los conjurados (1985)

### Антологије
- Antología personal (1961).
- Nueva antología personal (1968).
- Libro de sueños (1976). - Сањарење
- Textos cautivos (1986).
- Borges en el hogar (2000).

### Документарни филмови
- Eduardo Montes-Bradley (Writer/Director) (1999). Harto The Borges (Feature Documentary). USA: Patagonia Film Group, US.
- Ricardo Wullicher (Director) (1978). Borges para millones (Feature Documentary). Argentina.
- David Wheatley (Director) (1983). Profile of a Writer: Borges and I (Feature Documentary). Arena.